# Лантоу
Лантоу е най-големият остров в Хонконг, намиращ е устието на Джудзян. Площта на острова е 146,4 км2.
Първоначално островът е рибарско селище, но постепенно се изменя с няколко големи проекти на правителството - върху него се разполага новото летище на Хонконг и Хонконг Дисни Ленд. Забележителност на острова е и най-високата в света статуя на седнал Буда - Тиен Тан.
Най-високият връх на острова носи същото име – Лантоу, 934 м надморска височина и е втори по височина в Хонконг.